# Aytaç Sulu
Aytaç Sulu (* 11. Dezember 1985 in Heidelberg) ist ein ehemaliger deutsch-türkischer Fußballspieler und jetziger -trainer. Er ist Ehrenspielführer des SV Darmstadt 98, mit dem er als Mannschaftskapitän unter anderem 60 Partien in der Bundesliga absolvierte. Seit 2021 ist er als Trainer im Jugendbereich der TSG 1899 Hoffenheim tätig.

## Karriere als Spieler

### Jugend und Anfänge in Bahlingen und Hoffenheim
Sulu stammt aus Nußloch und begann in seiner Jugend beim dortigen FV Nußloch mit dem Fußballspielen, ehe er sich später der SG Heidelberg-Kirchheim anschloss. Ab der B-Jugend spielte er beim SV Sandhausen. In der Saison 2004/05 kam er auch in der Oberligamannschaft des SV Sandhausen zum Einsatz. 2005 wechselte er zum Bahlinger SC, der aus der Oberliga in die Verbandsliga abgestiegen war. In seiner ersten Saison in Bahlingen erreichte Sulu mit dem Verein den direkten Wiederaufstieg in die Oberliga und absolvierte parallel dazu eine Ausbildung in einem Autohaus. 2007 wurde Sulu von der TSG 1899 Hoffenheim verpflichtet, in deren zweiter Mannschaft er in der Oberliga eingesetzt wurde. Zudem trainierte er bei der Profimannschaft mit und saß in der folgenden Saison 2007/08 bei zwei Zweitligaspielen sowie 2008/09 nach dem Aufstieg der Profis in die Bundesliga auch bei zwei Bundesligaspielen auf der Ersatzbank, jedoch ohne dort zum Einsatz zu kommen.

### VfR Aalen
2009 folgte er seinem Hoffenheimer Trainer Rainer Scharinger, der ihn auch schon in Sandhausen trainiert hatte, zum VfR Aalen, der in die Regionalliga Süd abgestiegen war und eine bis auf drei Spieler komplett neue Mannschaft zusammenstellte. Aytaç Sulu wurde Kapitän der im Durchschnitt rund 23 Jahre jungen Mannschaft und absolvierte in der folgenden Saison 33 Spiele, an deren Ende der direkte Wiederaufstieg des Vereins zurück in die Dritte Liga stand. Außerdem gewann Sulu mit dem VfR den WFV-Pokal, dessen Sieg zur Teilnahme an der ersten Runde des DFB-Pokals berechtigt. Am ersten Spieltag der neuen Drittligasaison gab Aytaç Sulu daraufhin bei der 3:0-Auswärtsniederlage gegen den Zweitligaabsteiger Hansa Rostock am 24. Juli 2010 sein Profiliga-Debüt. Im weiteren Verlauf der Saison erzielte er als Abwehrchef in insgesamt 37 Spielen drei Tore, womit er seinen Teil zum Klassenerhalt der Schwaben beitrug.

### Gençlerbirliği Ankara und SCR Altach
Verhandlungen über eine Verlängerung seines auslaufenden Vertrags scheiterten im Juni 2011, woraufhin Sulu die Aalener am Saisonende verließ und ablösefrei zum türkischen Erstligisten Gençlerbirliği Ankara wechselte. Beim Hauptstadtverein konnte er sich allerdings nicht durchsetzen; zu seinem Debüt in der Süper Lig kam er erst am 1. Februar 2012, als er bei dem 1:0-Sieg im Heimspiel gegen Gaziantepspor in der 89. Spielminute für Yasin Öztekin eingewechselt wurde. Bis zum Ende der Saison kam Sulu auf nur einen weiteren Kurzeinsatz in der ersten Liga. Lediglich bei einem Einsatz in der Reservemannschaft des Vereins in der A2 Ligi absolvierte er eine Begegnung über 90 Minuten. Zum Sommer 2012 löste Gençlerbirliği den Vertrag mit Sulu auf und stellte ihn frei.
Sulu schloss sich daraufhin dem österreichischen Zweitligisten SCR Altach an, den Rainer Scharinger inzwischen trainierte. Als dieser Anfang Januar 2013 dort entlassen wurde, verließ auch Sulu den Verein und kehrte wieder nach Deutschland zurück, wo ihn der Drittligist SV Darmstadt 98 verpflichtete.

### SV Darmstadt 98
Am 2. Februar 2013 gab er beim 0:0-Heimspiel gegen Wacker Burghausen sein Debüt für die Südhessen. Daraufhin entwickelte er sich zum Leistungsträger und half den Hessen, die in der Winterpause noch den letzten Tabellenplatz belegt hatten, eine bessere Rückrunde zu spielen; am Saisonende belegte der Verein zwar noch den ersten Abstiegsplatz, profitierte jedoch vom Zwangsabstieg der Offenbacher Kickers. In seiner ersten halben Saison bei den Lilien absolvierte er 17 Spiele in der Liga und schoss dabei ein Tor. Ebenfalls konnte der Verein den Landespokal Hessen gewinnen und sich so für den DFB-Pokal der nächsten Saison qualifizieren.
Nachdem der Klassenerhalt auf diese Weise dennoch erreicht worden war, wurde Sulu bei den Darmstädtern zum Beginn der Saison 2013/14 zum Mannschaftskapitän ernannt. Am 4. August 2013 gab er sein DFB-Pokal Debüt für die Hessen beim 5:4-Heimsieg nach Elfmeterschießen gegen Borussia Mönchengladbach. Am Ende der Saison 2013/14 stieg Sulu mit dem SV Darmstadt 98 in die 2. Bundesliga auf, nachdem man sich in der Relegation gegen Arminia Bielefeld durchgesetzt hatte. Wettbewerbsübergreifend absolvierte er so 42 Spiele und erzielte drei Tore.
In der 2. Bundesliga behielt er seinen Stammplatz als Innenverteidiger und blieb Kapitän und Leistungsträger. Am Ende der Saison 2014/15 stieg er mit Darmstadt 98 in die erste Bundesliga auf, nachdem er 31 Ligaspiele mit insgesamt vier Toren absolviert hatte. So schaffte er den Durchmarsch von der 3. Liga in die 1. Bundesliga.
In der folgenden Saison 2015/16 schaffte er mit dem Verein den Klassenerhalt in der Bundesliga. Dazu trugen sieben Tore des Verteidigers, davon sechs mit dem Kopf, in 33 Ligaspielen bei. Im nächsten Jahr stieg der Verein jedoch ab. Sulu kam in der Saison auf 29 Spiele und zwei Tore.
In der 2. Liga blieb er weiterhin bei Darmstadt und absolvierte 33 Ligaspiele mit insgesamt drei Toren. Am 23. Dezember 2018 absolvierte er sein letztes Spiel für die Lilien nach sechs Jahren. In seiner letzten halben Saison kam er auf zwei Tore in 19 Spielen. Ein knappes Jahr nach seinem Abschied, während er schon bei Samsunspor spielte, wurde er vom Verein zum Ehrenspielführer ernannt.

### Samsunspor & FC Carl Zeiss Jena
Im Anschluss ging der Verteidiger wieder in die Türkei und unterschrieb beim Drittligisten Samsunspor einen bis 2020 gültigen Vertrag.
Ende Januar 2020 wechselte Sulu zurück nach Deutschland zum abstiegsgefährdeten FC Carl Zeiss Jena in die 3. Liga und unterschrieb einen Vertrag bis Saisonende. Zum Saisonende verließ er den Absteiger jedoch bereits wieder. Ab dem Sommer 2020 war er daraufhin vereinslos und kündigte später sein Karriereende an.

### Rückkehr in der Bezirksliga
Von April 2022 bis zum Ende der Saison spielte Sulu für den VfR Heilbronn, die zu dem Zeitpunkt seiner Rückkehr in den Fußball als Spieler Tabellenführer der Bezirksliga waren. Der Verein bat ihn darum, sie beim Aufstieg in die siebtklassige Landesliga zu unterstützen.

## Karriere als Trainer
Nach dem Ende seiner Spielerkarriere kehrte Aytaç Sulu im Sommer 2021 zur TSG 1899 Hoffenheim zurück, um dort im Jugendbereich als Co-Trainer der U17-Junioren zu arbeiten. Nach einem Jahr wurde er im Sommer 2022 Mitglied des Trainerstabs der zweiten Mannschaft des Vereins in der Regionalliga Südwest unter deren neu verpflichteten Cheftrainer Vincent Wagner. Ab Sommer 2025 übernimmt er beim unterfränkischen Regionalligisten Viktoria Aschaffenburg den Posten des Cheftrainers.

## Erfolge
Bahlinger SC
- Aufstieg in die Oberliga Baden-Württemberg 2006

VfR Aalen
- Aufstieg in die 3. Liga 2010
- Gewinn des WFV-Pokals 2010

SV Darmstadt 98
- Vizemeister der  2. Bundesliga 2015 und Aufstieg in die Bundesliga 2015
- Aufstieg in die 2. Bundesliga 2014
- Gewinn des Hessenpokals 2013